# 奥古斯特·基兴施泰因
奥古斯特·马丁诺维奇·基兴施泰因（俄语：Август Мартынович Кирхенштейн；1872年9月6日（格里历：9月18日）—1963年11月3日），拉脱维亚、苏联生物学家，政治人物。微生物学博士，拉脱维亚苏维埃社会主义共和国科学院院士。拉脱维亚大学微生物学院教授，拉脱维亚被苏联吞并前最后一任政府总理。苏联时期任拉脱维亚苏维埃社会主义共和国最高苏维埃主席团主席、拉脱维亚科学院和微生物学与病毒学研究所所长、科学院副院长等职。

## 生平

### 早年生活
- 1872年9月6日（格里历：9月18日）出生于利沃尼亚省马兹萨拉察。他是家里11个孩子中的长子。父亲早年曾在军队服役，退役后在当地庄园做佃农、小酒馆主人。
- 1888年8月-1893年5月，里加亚历山大中学学习。
- 1893年9月-1901年5月，尤里耶夫兽医学院（现塔尔图大学）学习。
- 1901年5月-1905年，瓦尔米耶拉、林巴日做兽医。
- 1905年拉脱维亚革命失败后流亡瑞士。期间，1911年-1917年，苏黎世药师助理。一战期间曾在塞尔维亚军队任兽医。随后返回瑞士，在日内瓦和洛迦诺做兽医。
- 拉脱维亚独立后返回祖国。1917年-1919年，拉脱维亚军队兽医局长，上尉军衔。

### 学术生涯
- 1919年，基兴施泰因参与组建拉脱维亚大学的工作。1919年-1923年，拉脱维亚大学农学院助理教授。期间，1921年-1923年，农学院高级助理教授。1923年凭借结核菌细胞结构研究获生物学博士学位。
- 1923年-1938年，拉脱维亚大学微生物系主任，农学院血清实验室负责人。期间，1925年-1927年，拉脱维亚结核病协会主席。
- 1939年，叶尔加瓦农学院教授。

### 政治生涯
- 1939年，基兴施泰因作为拉脱维亚-苏联和解委员会成员访问莫斯科。苏联政府看中他的名望和忠诚，认为他可以帮助苏联达成吞并拉脱维亚的目的。
- 1940年6月-8月，拉脱维亚总理。在1940年7月，基兴施泰因前往苏联，请求拉脱维亚并入苏联。

### 苏联时代
- 1940年8月-1952年10月，拉脱维亚苏维埃社会主义共和国最高苏维埃主席团主席。期间，1941年-1952年10月，兼任苏联最高苏维埃主席团副主席。1941年加入联共（布）。1946年当选拉脱维亚苏维埃社会主义共和国科学院院士、拉脱维亚苏维埃社会主义共和国科学院微生物研究所所长。
- 1951年-1958年，拉脱维亚苏维埃社会主义共和国科学院副院长。
- 1963年11月3日于里加逝世，享年91岁。葬于雷尼斯公墓。

基兴施泰因是第1-5届苏联最高苏维埃民族院代表；第2届拉脱维亚苏维埃社会主义共和国最高苏维埃代表。

## 功绩
基兴施泰因在拉脱维亚大学组建的血清实验室使拉脱维亚成长为两次世界大战期间医疗制剂的主要出口国。血清实验室制造胰岛素和多种疫苗。里加生产的结核病疫苗被认为是世界上排名第二的产品。
1940年7月，基兴施泰因访问苏联。期间，他参观了莫斯科的维生素生产工厂，并在里加建立了一座同等规模的工厂。它后来成为了有机合成研究所的实验工厂，在此基础上成立了Grindeks公司。
1946年，基兴施泰因与时任内政部长一起推动二战期间被流放到西伯利亚的拉脱维亚儿童返回家园的计划。在7个月的时间里，一千余名拉脱维亚儿童回乡，一些技术人员也随同回乡。

## 轶事
由于喉结核，基兴施泰因过去常常用尖锐的声音说话，当有人问他是否可以更粗鲁地说话时，教授回答说：“我可以，发呆！”。
基兴施泰因自己在家里酿造利口酒，其中最著名的是用酒精、糖、黑醋栗芽制成的，被称为“绿蛇”。
20世纪50年代，当微生物研究所缺钱给孩子们买圣诞树时，基兴施泰因每年自掏腰包捐出1000卢布，让他们当场享用糖果和点心，并发表慈父般的演讲。

## 荣誉
拉脱维亚：
- 四级三星勋章
- 三级三星勋章

法国：
- 荣誉军团勋章

苏联：
- 社会主义劳动英雄称号（1957）
- 六次列宁勋章（1942,1946,1950,1951,1956,1957）
- 一级卫国战争勋章（1944）
- 三次劳动红旗勋章（1947,1952,1962）
- 拉脱维亚苏维埃社会主义共和国荣誉科学家称号（1945）[4]